# 赵镇康
赵镇康（1963年9月—），回族，云南大理人，中华人民共和国政治人物，西南师范大学马克思主义理论与思想政治教育专业在职研究生学历。现任云南省国有金融资本控股集团有限公司总裁、副董事长，曾任中共潞西市委书记、德宏州纪委书记、云南省地方税务局副局长、云南省财政厅副厅长等职。

## 生平
1980年12月参加工作，先后于中国人民银行大理县支行、中国工商银行大理市支行、大理市财政局、地方税务局任职，官至大理市地方税务局局长。1998年1月，任大理州地税局副局长。2003年2月调至德宏傣族景颇族自治州，历任德宏州地税局副局长、局长。2006年11月，出任中共潞西市委书记。2009年5月，任中共德宏州委委员、常委、州纪委书记。2013年9月，调至昆明，任云南省地方税务局副局长。2016年6月，任云南省财政厅副厅长。2019年5月，改任云南省国有金融资本控股集团有限公司总裁、副董事长。